# Liga a II-a 2015-2016
Liga a II-a 2015-2016 a fost cel de-al 76-lea sezon al Ligii a II-a, a doua divizie a sistemului de fotbal românesc. Sezonul a început pe 29 august 2015 și s-a încheiat pe 30 mai 2016. La sfârșitul sezonului regulat, primele șase echipe din fiecare serie se califică în play-off. Prima echipă clasată din fiecare serie promovează în Liga I, iar ultimele trei locuri din fiecare serie retrogradează în Liga a III-a.

## Seria I

### Cluburi
| Club                  | Oraș         | Stadion                           | Capacitate   |
| --------------------- | ------------ | --------------------------------- | ------------ |
| ACS Berceni           | Berceni      | Stadionul Berceni                 | 2.600        |
| Bucovina Pojorâta     | Pojorâta     | Stadionul Comunal                 | 1.000        |
| Ceahlăul Piatra Neamț | Piatra Neamț | Stadionul Ceahlăul                | 18.000       |
| Dacia Unirea Brăila   | Brăila       | Stadionul Municipal               | 20.000       |
| Academica Clinceni1   | Clinceni     | Clinceni Arena                    | 1.000        |
| CS Balotești          | Balotești    | Stadionul Central                 | 3.780        |
| Dunărea 2005 Călărași | Călărași     | Stadionul Ion Comșa               | 6.000        |
| Farul Constanța       | Constanța    | Stadionul „Farul”                 | 15.500       |
| Gloria Buzău          | Buzău        | Stadionul Municipal               | 18.000       |
| Oțelul Galați         | Slobozia     | Stadionul 1 Mai Stadionul Dunărea | 7.000 24.000 |
| Rapid CFR Suceava     | Suceava      | Stadionul Areni                   | 12.500       |
| Rapid București       | București    | Stadionul Valentin Stănescu       | 19.100       |
| SC Bacău              | Bacău        | Stadionul Municipal               | 17.500       |

1 Academica Clinceni este noua denumire a clubului FC Academica Argeș.

### Clasament
| Poz | Echipa            | MJ | V  | E | Î  | GM | GP | G   | Pct | Promovare sau retrogradare             |
| --- | ----------------- | -- | -- | - | -- | -- | -- | --- | --- | -------------------------------------- |
| 1   | Rapid             | 24 | 16 | 6 | 2  | 43 | 10 | +33 | 54  | Calificare în Play-Off                 |
| 2   | Dunărea Călărași  | 24 | 15 | 7 | 2  | 50 | 13 | +37 | 52  | Calificare în Play-Off                 |
| 3   | Farul Constanța   | 24 | 13 | 5 | 6  | 46 | 30 | +16 | 44  | Calificare în Play-Off                 |
| 4   | Brăila            | 24 | 13 | 5 | 6  | 30 | 19 | +11 | 44  | Calificare în Play-Off                 |
| 5   | Clinceni          | 24 | 13 | 4 | 7  | 45 | 23 | +22 | 43  | Calificare în Play-Off                 |
| 6   | SC Bacău          | 24 | 11 | 3 | 10 | 28 | 28 | 0   | 36  | Calificare în Play-Off                 |
| 7   | ACS Berceni       | 24 | 9  | 7 | 8  | 32 | 35 | −3  | 34  | Calificare în Play-Out                 |
| 8   | Gloria Buzău      | 24 | 9  | 4 | 11 | 23 | 39 | −16 | 31  | Calificare în Play-Out                 |
| 9   | CS Balotești      | 24 | 6  | 8 | 10 | 23 | 30 | −7  | 26  | Calificare în Play-Out                 |
| 10  | Foresta Suceava   | 24 | 6  | 7 | 11 | 22 | 36 | −14 | 25  | Calificare în Play-Out                 |
| 11  | Bucovina Pojorâta | 24 | 3  | 8 | 13 | 28 | 50 | −22 | 17  | Calificare în Play-Out                 |
| 12  | Ceahlăul          | 24 | 3  | 5 | 16 | 14 | 40 | −26 | 14  | Calificare în Play-Out                 |
| 13  | Oțelul            | 24 | 3  | 3 | 18 | 12 | 43 | −31 | 12  | Retrogradare în Liga a III-a 2016-2017 |

Sursa: FRF
Reguli de clasare: 
1) puncte; 2) diferența de goluri; 3) goluri marcate.
POZ = Poziția în clasament; (C) = Campioană; (R) = Retrogradată; (P) = Promovată; (E) = Eliminată; (O) = Câștigătoare de play-off; (A) = Avansează în runda următoare. 
Aplicabil doar când sezonul nu este terminat: 
(Q) = Calificare în faza competiției indicată; (TQ) = Calificare în competiție, dar încă nu în faza indicată; (RQ) = Calificată în competiția de retrogradare indicată; (DQ) = Descalificată din competiție.

### Play-Off
| Poz | Echipa           | MJ | V | E | Î | GM | GP | G   | Pct | Promovare sau retrogradare |
| --- | ---------------- | -- | - | - | - | -- | -- | --- | --- | -------------------------- |
| 1   | Rapid            | 10 | 6 | 1 | 3 | 12 | 11 | +1  | 44  | Promovare în Liga I        |
| 2   | Dunărea Călărași | 10 | 5 | 3 | 2 | 22 | 8  | +14 | 41  | Calificare în Baraj        |
| 3   | Brăila           | 10 | 4 | 2 | 4 | 16 | 13 | +3  | 35  |                            |
| 4   | SC Bacău         | 10 | 4 | 3 | 3 | 16 | 16 | 0   | 30  |                            |
| 5   | Farul Constanța  | 10 | 3 | 1 | 6 | 17 | 23 | −6  | 29  |                            |
| 6   | Clinceni         | 10 | 2 | 2 | 6 | 15 | 27 | −12 | 27  |                            |

Sursa: FRF
Reguli de clasare: 
1) puncte; 2) diferența de goluri; 3) goluri marcate.
POZ = Poziția în clasament; (C) = Campioană; (R) = Retrogradată; (P) = Promovată; (E) = Eliminată; (O) = Câștigătoare de play-off; (A) = Avansează în runda următoare. 
Aplicabil doar când sezonul nu este terminat: 
(Q) = Calificare în faza competiției indicată; (TQ) = Calificare în competiție, dar încă nu în faza indicată; (RQ) = Calificată în competiția de retrogradare indicată; (DQ) = Descalificată din competiție.

### Play-Out
| Poz | Echipa            | MJ | V | E | Î  | GM | GP | G   | Pct | Promovare sau retrogradare             |
| --- | ----------------- | -- | - | - | -- | -- | -- | --- | --- | -------------------------------------- |
| 1   | CS Balotești      | 10 | 6 | 3 | 1  | 20 | 8  | +12 | 32  |                                        |
| 2   | ACS Berceni       | 10 | 5 | 1 | 4  | 21 | 12 | +9  | 30  |                                        |
| 3   | Gloria Buzău      | 10 | 5 | 1 | 4  | 17 | 20 | −3  | 29  | Calificare în Baraj                    |
| 4   | Foresta Suceava   | 10 | 5 | 2 | 3  | 21 | 16 | +5  | 28  | Retrogradare în Liga a III-a 2016-2017 |
| 5   | Bucovina Pojorâta | 10 | 5 | 1 | 4  | 23 | 16 | +7  | 23  | Retrogradare în Liga a III-a 2016-2017 |
| 6   | Ceahlăul          | 10 | 0 | 0 | 10 | 0  | 30 | −30 | 5   | Retrogradare în Liga a III-a 2016-2017 |

Sursa: FRF
Reguli de clasare: 
1) puncte; 2) diferența de goluri; 3) goluri marcate.
POZ = Poziția în clasament; (C) = Campioană; (R) = Retrogradată; (P) = Promovată; (E) = Eliminată; (O) = Câștigătoare de play-off; (A) = Avansează în runda următoare. 
Aplicabil doar când sezonul nu este terminat: 
(Q) = Calificare în faza competiției indicată; (TQ) = Calificare în competiție, dar încă nu în faza indicată; (RQ) = Calificată în competiția de retrogradare indicată; (DQ) = Descalificată din competiție.

1. Ceahlăul Piatra Neamț a fost exclusă din campionat și a pierdut restul meciurilor cu 3-0 la masa verde.[3]

## Seria a II-a

### Cluburi
| Club               | Oraș           | Stadion                   | Capacitate |
| ------------------ | -------------- | ------------------------- | ---------- |
| FCM Baia Mare      | Baia Mare      | Stadionul Viorel Mateianu | 12.000     |
| Chindia Târgoviște | Târgoviște     | Stadionul Eugen Popescu   | 10.000     |
| CS Mioveni         | Mioveni        | Stadionul Orășenesc       | 10.000     |
| CSM Râmnicu Vâlcea | Râmnicu Vâlcea | Stadionul Municipal       | 12.000     |
| FC Bihor Oradea    | Oradea         | Stadionul Iuliu Bodola    | 18.000     |
| FC Brașov          | Brașov         | Stadionul Tineretului     | 8.800      |
| FC Caransebeș      | Caransebeș     | Stadionul Balta Verde     | 1.000      |
| Gaz Metan Mediaș   | Mediaș         | Stadionul Gaz Metan       | 8.500      |
| Metalul Reșița     | Reșița         | Stadionul Mircea Chivu    | 12.500     |
| Olimpia Satu Mare  | Satu Mare      | Stadionul Olimpia         | 18.000     |
| Șoimii Pâncota     | Pâncota        | Stadionul Pâncota         | 1.500      |
| Unirea Tărlungeni  | Tărlungeni     | Stadionul Unirea          | 1.000      |
| Universitatea Cluj | Cluj-Napoca    | Cluj Arena                | 30.201     |
| UTA Arad           | Arad           | Stadionul Motorul         | 1.500      |

### Clasament
| Poz | Echipa             | MJ | V  | E | Î  | GM | GP | G   | Pct     | Promovare sau retrogradare             |
| --- | ------------------ | -- | -- | - | -- | -- | -- | --- | ------- | -------------------------------------- |
| 1   | Gaz Metan          | 26 | 16 | 5 | 5  | 37 | 18 | +19 | 53      | Calificare în Play-Off                 |
| 2   | Chindia            | 26 | 16 | 4 | 6  | 48 | 18 | +30 | 52      | Calificare în Play-Off                 |
| 3   | UTA Arad           | 26 | 15 | 6 | 5  | 48 | 28 | +20 | 51      | Calificare în Play-Off                 |
| 4   | FCM Baia Mare      | 26 | 13 | 7 | 6  | 33 | 15 | +18 | 46      | Calificare în Play-Off                 |
| 5   | Brașov             | 26 | 12 | 9 | 5  | 48 | 24 | +24 | 45      | Calificare în Play-Off                 |
| 6   | CS Mioveni         | 26 | 13 | 6 | 7  | 40 | 18 | +22 | 45      | Calificare în Play-Off                 |
| 7   | Râmnicu Vâlcea     | 26 | 12 | 8 | 6  | 39 | 23 | +16 | 44      | Calificare în Play-Out                 |
| 8   | Universitatea Cluj | 26 | 13 | 5 | 8  | 30 | 15 | +15 | 44      | Calificare în Play-Out                 |
| 9   | Șoimii Pâncota     | 26 | 9  | 8 | 9  | 30 | 29 | +1  | 35      | Calificare în Play-Out                 |
| 10  | Olimpia            | 26 | 9  | 6 | 11 | 35 | 36 | −1  | 33      | Calificare în Play-Out                 |
| 11  | Tărlungeni         | 26 | 5  | 9 | 12 | 26 | 34 | −8  | 24      | Calificare în Play-Out                 |
| 12  | Bihor Oradea       | 25 | 4  | 1 | 20 | 10 | 58 | −48 | 0134    | Retrogradare în Liga a III-a 2016-2017 |
| 13  | Reșița             | 26 | 3  | 1 | 22 | 18 | 74 | −56 | 0−51    | Calificare în Play-Out                 |
| 14  | FC Caransebeș      | 25 | 3  | 1 | 21 | 11 | 63 | −52 | 0−782/3 | Retrogradare în Liga a III-a 2016-2017 |

Sursa: FRF
Reguli de clasare: 
1) puncte; 2) diferența de goluri; 3) goluri marcate.
POZ = Poziția în clasament; (C) = Campioană; (R) = Retrogradată; (P) = Promovată; (E) = Eliminată; (O) = Câștigătoare de play-off; (A) = Avansează în runda următoare. 
Aplicabil doar când sezonul nu este terminat: 
(Q) = Calificare în faza competiției indicată; (TQ) = Calificare în competiție, dar încă nu în faza indicată; (RQ) = Calificată în competiția de retrogradare indicată; (DQ) = Descalificată din competiție.

1. Metalul Reșița a fost penalizată cu 12 puncte din cauza litigiilor cu foști săi jucători și a pierdut 3 puncte la masa verde.[4]
2. FC Caransebeș a fost penalizate cu 88 de puncte în urma litigiilor cu foști săi jucători.[5]
3. FC Caransebeș a fost exclusă din campionat și a pierdut toate meciurile din retur cu 3-0.[6]
4. FC Bihor s-a desființat și a pierdut toate meciurile din retur cu 3-0.[7]

### Play-Off
| Poz | Echipa        | MJ | V | E | Î | GM | GP | G   | Pct  | Promovare sau retrogradare |
| --- | ------------- | -- | - | - | - | -- | -- | --- | ---- | -------------------------- |
| 1   | Gaz Metan     | 10 | 6 | 2 | 2 | 17 | 9  | +8  | 41   | Promovare în Liga I        |
| 2   | UTA Arad      | 10 | 6 | 3 | 1 | 18 | 14 | +4  | 41   | Calificare în Baraj        |
| 3   | Chindia       | 10 | 6 | 2 | 2 | 18 | 12 | +6  | 40   |                            |
| 4   | CS Mioveni    | 10 | 2 | 4 | 4 | 15 | 17 | −2  | 27   |                            |
| 5   | Brașov        | 10 | 1 | 1 | 8 | 14 | 26 | −12 | 23   |                            |
| 6   | FCM Baia Mare | 10 | 2 | 2 | 6 | 16 | 20 | −4  | 0131 |                            |

Sursa: FRF
Reguli de clasare: 
1) puncte; 2) diferența de goluri; 3) goluri marcate.
POZ = Poziția în clasament; (C) = Campioană; (R) = Retrogradată; (P) = Promovată; (E) = Eliminată; (O) = Câștigătoare de play-off; (A) = Avansează în runda următoare. 
Aplicabil doar când sezonul nu este terminat: 
(Q) = Calificare în faza competiției indicată; (TQ) = Calificare în competiție, dar încă nu în faza indicată; (RQ) = Calificată în competiția de retrogradare indicată; (DQ) = Descalificată din competiție.

1. Baia Mare a fost penalizată cu 12 puncte din cauza neachitării datoriilor către foști săi jucători.[8]

### Play-Out
| Poz | Echipa             | MJ | V | E | Î | GM | GP | G   | Pct  | Promovare sau retrogradare             |
| --- | ------------------ | -- | - | - | - | -- | -- | --- | ---- | -------------------------------------- |
| 1   | Râmnicu Vâlcea     | 10 | 5 | 2 | 3 | 15 | 9  | +6  | 35   |                                        |
| 2   | Șoimii Pâncota     | 10 | 6 | 1 | 3 | 12 | 12 | 0   | 0321 |                                        |
| 3   | Olimpia            | 10 | 6 | 3 | 1 | 17 | 9  | +8  | 32   | Calificare în Baraj                    |
| 4   | Universitatea Cluj | 10 | 3 | 3 | 4 | 11 | 13 | −2  | 28   | Retrogradare în Liga a III-a 2016-2017 |
| 5   | Tărlungeni         | 10 | 4 | 2 | 4 | 20 | 12 | +8  | 23   | Retrogradare în Liga a III-a 2016-2017 |
| 6   | Reșița             | 10 | 0 | 1 | 9 | 3  | 23 | −20 | −10  | Retrogradare în Liga a III-a 2016-2017 |

Sursa: FRF
Reguli de clasare: 
1) puncte; 2) diferența de goluri; 3) goluri marcate.
POZ = Poziția în clasament; (C) = Campioană; (R) = Retrogradată; (P) = Promovată; (E) = Eliminată; (O) = Câștigătoare de play-off; (A) = Avansează în runda următoare. 
Aplicabil doar când sezonul nu este terminat: 
(Q) = Calificare în faza competiției indicată; (TQ) = Calificare în competiție, dar încă nu în faza indicată; (RQ) = Calificată în competiția de retrogradare indicată; (DQ) = Descalificată din competiție.

1. Șoimii Pâncota aveau un număr par de puncte, la sfârșitul sezonului regulat, iar Olimpia Satu Mare un număr impar, astfel primând 0,5 puncte prin rotunjire. Șoimii scapă de retrogradar, având 0,5 puncte în plus fără rotunjire.[9]

## Baraj
După terminarea sezonului, vor există două baraje: de promovare și de retrogradare. Ocupantele locurilor secunde din cele două serii vor juca un baraj tur-retur. Câștigătoarea va juca un alt baraj cu ocupanta locului 12 din Liga I. Ocupantele locului patru din play-out din cele două serii vor juca un baraj pentru a decide echipa care rămâne în Liga a II-a.

### Barajul de promovare

#### Prima rundă
| 1 iunie 2016TUR | Dunărea Călărași            | 3–1 | UTA Arad     | Călărași                                                   |  |
| 18:00           | Alexandru 4', 45' Kanda 90' |     | Strătilă 43' | Stadion: Ion Comșa Spectatori: 5.500 Arbitru: Marius Avram |  |

| 4 iunie 2016RETUR | UTA Arad                          | 4–1 (d.p.) | Dunărea Călărași | Arad                                                           |  |
| 18:00             | Man 17' Curtuiuș 34' Rus 75', 99' |            | Balint 80'       | Stadion: Motorul Spectatori: 2.000 Arbitru: Sebastian Colțescu |  |

#### Runda a doua
| 8 iunie 2016TUR | FC Voluntari                    | 3–0 | UTA Arad | Voluntari                                                           |  |
| 18:30           | Voduț 27' Tudorie 44' Bălan 79' |     |          | Stadion: Anghel Iordănescu Spectatori: 3.000 Arbitru: Istvan Kovacs |  |

| 12 iunie 2016RETUR | UTA Arad | 1–0 | FC Voluntari | Arad                                                       |  |
| 13:00              | Rus 88'  |     |              | Stadion: Motorul Spectatori: 2.000 Arbitru: Cristian Balaj |  |

### Barajul de retrogradare
| 7 iunie 2016TUR | Olimpia Satu Mare | 3–0 | Gloria Buzău | Satu Mare        |  |
|                 |                   |     |              | Stadion: Olimpia |  |

| 11 iunie 2016RETUR | Gloria Buzău | 0–3 | Olimpia Satu Mare | Buzău              |  |
|                    |              |     |                   | Stadion: Municipal |  |

1. Gloria Buzău s-a retras, iar Olimpia Satu Mare a câștigat cele două meciuri cu scorul de 3-0. Gloria Buzău a retrogradat în Liga a III-a.[10]